# 佐々木博
佐々木 博（ささき ひろし　1970年 - ）は、日本のメディアファシリテーターである。京都府出身。

## 人物･来歴
1995年株式会社シンク取締役ウェブマスターとして、黎明期よりエンターテインメント系のウェブサイトを手がける傍ら、1997年企業向けウェブ担当者向けの啓蒙書『
ウェブデザイン・ハンドブック―創造型ウェブマスターになるために（AI出版）』を上梓。企業内ウェブマスター研修ならびに、理解向上を目指した啓蒙活動に従事する。
2002年に株式会社創庵創業。
IT教育のエバンジェリストとして、NHK教育テレビジョンの教養番組「趣味悠々」において、初心者および中高年向けのパソコン講座の講師役を1997年より12年間担当。情報技術（IT）、パソコン技術に関するわかりやすい解説が好評を博す。数多くのIT関連の書籍を著書監修。地方自治体や企業などでソーシャルメディアを活用した地域活性のためのICT啓蒙活動やワークショップを主宰し、情報表現発信教育と人材育成事業に従事している。

## 著書・論文等
- 1997年 - 「ウェブデザイン・ハンドブック―創造型ウェブマスターになるために（単行本）」AI出版
- 1998年 - 「ホームページはむずかしくない—インターネット徹底攻略法 (NHK趣味悠々) （単行本）」日本放送出版協会
- 1999年 - 「インターネット通販サイトにおける画面設計の法則集（レポート）」富士通総研
- 1999年 - 「情報デザインとサイトマネジメントについて（レポート）」日本財団エンジニアリング
- 2003年 - 「デジタルカメラにチャレンジ!―中高年のためのパソコン講座 (NHK趣味悠々) （ムック）」日本放送出版協会
- 2003年 - 「とってもやさしい!インターネット ―中高年のためのパソコン講座(NHK趣味悠々) （ムック）」日本放送出版協会
- 2003年 - 「はじめようワードとエクセル (生活実用シリーズ) （単行本）」日本放送出版協会
- 2005年 - 「楽しもう!デジタル写真—ワードで作ろう（単行本）」日本放送出版協会
- 2005年 - 「描いて飾ろう!ワード（単行本）」日本放送出版協会
- 2006年 - 「ブログに挑戦してみよう! (NHK趣味悠々―中高年のためのパソコン講座) （ムック）」日本放送出版協会
- 2006年 - 「パソコンで作ろう!交流グッズ—「ワード」とフリーソフトで作ろう (単行本)」日本放送出版協会
- 2006年 - 「パソコンの「Word」で描ける! イラスト練習帳 (講談社の実用BOOK)」講談社
- 2008年 - 「インターネット活用術入門 (NHK趣味悠々 中高年のためのパソコンシリーズ) （単行本）」日本放送出版協会
- 2008年 - 「中高年のためのいまさら聞けないパソコンABC (NHK趣味悠々) （ムック）」日本放送出版協会
- 2008年 - 「「見せる書類」をつくる! 裏技パソコン術」 (青春新書インテリジェンス) （新書）」青春出版社
- 2009年 - 「中高年のためのパソコンシリーズ　パソコンソフト活用術入門 (NHK趣味悠々) （ムック）」日本放送出版協会
- 2010年 - 「AR（拡張現実）で何が変わるのか？ (PCポケットカルチャー)（単行本）」（共著、川田十夢 AR三兄弟）技術評論社
- 2011年 - 「クラウドなんてこわくない！ (PCポケットカルチャー)（単行本）」（共著、牧野 武文）技術評論社
- 2011年 - 「日本的ソーシャルメディアの未来 (PCポケットカルチャー)（単行本）」（共著、濱野智史）技術評論社
- 2012年 - 「デジタルコンテンツ白書2011（巻頭特集「ソーシャルメディアとコンテンツ）」 財団法人デジタルコンテンツ協会
- 2012年 - 「宣伝会議2012年予測（特集「ソーシャルメディアと環境予測）」 宣伝会議

## 出演番組
- 「ネオハイパーキッズ（ゲスト）」（1996年、日本テレビ）
- 「NHK趣味悠々、千葉麗子の親子でインターネット（ゲスト）」（1997年、NHK教育テレビジョン）
- 「NHK趣味悠々、ホームページはむずかしくない - インターネット徹底攻略法（番組講師）」（1998年、NHK教育テレビジョン）久住昌之、西村知美
- 「デジタルスタジアム 日韓デジタルトリップ（韓国縦断1分映像ドキュメンタリー制作の旅）」（2002年、NHK BS1）
- 「NHK趣味悠々デジタルカメラにチャレンジ! - 中高年のためのパソコン講座 (N)（2003年、NHK教育テレビジョン) 織作峰子
- 「NHK趣味悠々、中高年のためのパソコンシリーズ（番組講師）」（2000年  - 2009年、NHK教育テレビジョン）小林綾子
- 「NHK趣味悠々、パソコンソフト活用術入門（番組講師）」（2009年、NHK教育テレビジョン）、木村綾子、久住昌之、清水ミチコ、野々村真、野々村俊恵

## 講演活動
- 「企業ウェブサイト設計（NetWorld+Interop96Tokyo）」(1996年、ソフトバンクエキスポ）
- 「ウェブデザイン・情報デザイン（NICOGRAPH　ニコグラフ・デジタルメディアワールド）」（1997年、日本経済新聞社）
- 「ホームページの楽しみ方（女性のためのネットワーキングフェア）」（1997年、日本経済新聞社）
- 「情報デザイン（PAGE９８カンファレンス、パネル）」（1998年、日本印刷技術協会）

- 「ファミリーホームページコンテスト（審査員）（1998年、日本経済新聞社）
- 「インターネット時代の就職術（東京コミュニケーションアート専門学校）」（1998年）
- 「ニフティーサーブホームページコンテスト（審査員）」（1999年、ニフティーサーブ）
- 「@NIFTYホームページコンテスト（審査員）」（2000年、@NIFTY）
- 「インターネット時代のデジタルプレゼンテーション術（デジタルプレゼンテーションセミナー）」（2002年、日経BP社）
- 「仮想世界にあるリアリティ（情報処理学会 ソフトウェアジャパン2008）」（2008年、情報処理学会）
- 「競争から供創のためのサイバーワールド（電子情報通信学会CW研究会）」（2008年、電子情報通信学会）